# Autoportrait au cou raphaélesque
Autoportrait au cou raphaélesque est un tableau réalisé par le peintre espagnol Salvador Dalí vers 1921. Cette huile sur toile est un autoportrait de l'artiste devant un paysage côtier. Elle est conservée à la Fondation Gala-Salvador Dalí, à Figueras.